# Tự động hóa phát hành ứng dụng
Tự động hóa phát hành ứng dụng (tiếng Anh: Application-release automation, viết tắt: ARA) đề cập đến quá trình đóng gói (package) và triển khai (deploy) một ứng dụng hoặc cập nhật ứng dụng từ quá trình phát triển, trên các môi trường khác nhau và cuối cùng đến quá trình sản xuất. Giải pháp ARA phải kết hợp các khả năng tự động hóa triển khai, quản lý và mô hình hóa môi trường và phối hợp phát hành.

## Mối quan hệ với DevOps
Các công cụ ARA giúp trau dồi các phương pháp tốt nhất của DevOps bằng cách cung cấp sự kết hợp của khả năng tự động hóa, mô hình hóa môi trường và quản lý quy trình làm việc. Những phương pháp này giúp các nhóm phân phối phần mềm nhanh chóng, đáng tin cậy và có trách nhiệm. Các công cụ ARA đạt được mục tiêu chính của DevOps là triển khai phân phối liên tục với số lượng lớn bản phát hành một cách nhanh chóng.

## Mối quan hệ với Nhà triển khai
ARA không chỉ là tự động hóa triển khai phần mềm – nó triển khai các ứng dụng bằng cách sử dụng các kỹ thuật tự động hóa phát hành có cấu trúc cho phép tăng khả năng hiển thị cho cả nhóm. Nó kết hợp tự động hóa khối lượng công việc và các công cụ quản lý phát hành vì chúng liên quan đến các gói phát hành, cũng như chuyển động qua các môi trường khác nhau trong đường ống DevOps. Các công cụ ARA giúp điều chỉnh việc triển khai, cách môi trường được tạo và triển khai cũng như cách thức và thời điểm triển khai các bản phát hành.

## Các giải pháp ARA
Tất cả các giải pháp ARA phải bao gồm các khả năng về tự động hóa, mô hình hóa môi trường và điều phối phát hành. Ngoài ra, giải pháp đưa ra phải cung cấp chức năng này mà không phụ thuộc vào các công cụ khác.
| Giải pháp                                                     | Phát hành bởi     |
| ------------------------------------------------------------- | ----------------- |
| BuildMaster                                                   | Inedo             |
| CA Release Automation and Automic                             | CA Technologies   |
| DeployHub                                                     | OpenMake Software |
| Deployment Automation (formerly Serena Deployment Automation) | Micro Focus       |
| ElectricFlow                                                  | Electric Cloud    |
| Hybrid Cloud Management (Ultimate Edition)                    | Micro Focus       |
| IBM UrbanCode Deploy                                          | IBM               |
| Puppet Enterprise                                             | Puppet            |
| Release Lifecycle Management                                  | BMC Software      |
| Visual Studio Release Management                              | Microsoft         |
| XL Deploy & XL Release                                        | XebiaLabs         |